# Carmen Schmalfeldt
Carmen Christin Schmalfeldt (* 12. April 1976 in Aschaffenburg als Carmen Christin Burger) ist eine deutsche Radiomoderatorin.

## Werdegang
Sie startete ihre Radiokarriere beim Lokalsender Radio Primavera, wo sie mit 20 Jahren nach einem Auslandsaufenthalt ihr Volontariat begann. Anschließend moderierte sie dort von 1998 bis zum Frühjahr 2000 nachmittags die Sendung Musikmagazin. Im Juni 2000 stieß sie acht Wochen nach Sendestart zum Jugendsender bigFM. Dort übernahm sie zunächst den Vormittag. Im Sommer 2000 startete ihre erste eigene Personality-Show „Chilli con Carmen“. Im Dezember 2000 gab sie an der Seite von Frank „Franky“ Beeken ihr Debüt in der bigFM Morningshow – zunächst als Sidekick. Im Sommer 2001 wurde sie Anchor der Show. Von da an moderierte sie bis zum Sommer 2006 mit wechselnden Partnern (Thilo Liebsch & Stefan Barth, Hans Blomberg „Morgenhans“) die Frühsendung aus Stuttgart. Nach ihrer außerordentlichen Kündigung klagte ihr damaliger Arbeitgeber auf Fortführung des Arbeitsverhältnisses vor dem Arbeitsgericht in Stuttgart. Im Spätsommer 2006 begann Carmen Schmalfeldt unter ihrem damaligen Namen Carmen Burger bei Antenne Bayern zunächst die Abendsendung „Antenne Bayern Club“ zu präsentieren. Zudem fungierte sie als Sidekick in der Sendung „Der extralange Samstag – mit Stefan Meixner“ von morgens 8 bis 18 Uhr. Ab Anfang 2007 bis August 2007 war sie bis zur Geburt ihres Sohnes an der Seite von Wolfgang Leikermoser in „Guten Morgen Bayern“ zu hören.
Ab 2009 war Carmen Schmalfeldt freie Autorin im WDR (1Live), wo sie die Rubrik „Das Pop“ fast zwei Jahre lang präsentierte.
Im Frühjahr 2011 nutzte sie die Chance, wieder als Moderatorin zu arbeiten. Sie begann bei verschiedenen Lokalstationen von Radio NRW. Ab April 2013 bis Juni 2022 moderierte sie im Wechsel mit Thomas Wagner die Morningshow bei Radio Leverkusen. Zudem bildete sie sich von 2013 bis 2015 zum Systemischen Businesscoach weiter und ist zertifiziertes Mitglied im Deutschen Verband für Coaching und Training e.V. Als Businesscoach begleitet sie Führungskräfte und diverse Unternehmen bei Veränderungsprozessen oder Kulturentwicklung. Carmen Schmalfeldt ist zudem Boardmember bei „Ask a Woman“, wo Expertinnen Unternehmen in die Welt der Innovationen und Digitalisierung begleiten – stets mit einem weiblichen Blick und aus der Perspektive der Frau.
Im August 2018 wurde Carmen Schmalfeldt von der Jury des Grimme Instituts für den Deutschen Radiopreis als beste Moderatorin vorgeschlagen.
Im Sommer 2019 wurde sie erneut von der Jury des Grimme Instituts für den Deutschen Radiopreis vorgeschlagen. Die Nominierungen erfolgten in den zwei Kategorien „Beste Morningshow“ und „Beste Moderatorin“ von denen sie letztere gewann.
Im September 2021 erhielt Carmen Schmalfeldt zum zweiten Mal einen Deutschen Radiopreis, in der Kategorie „Bestes Interview“.
Zudem veröffentlichte sie diverse Glossen und Kurzgeschichten in verschiedenen Printmedien, wie „der Rheinpfalz“ oder „Nido“, und verantwortete eine Ausgabe des Spielemagazins „Luna PLAY“.
Ab Februar 2021 moderierte sie beim öffentlich-rechtlichen Radiosender hr3 (Hessischer Rundfunk) verschiedene Sendestrecken am Wochenende. 
Im Frühjahr 2022 begann sie bei SWR2 das Interview-Format „Tandem“ regelmäßig zu präsentieren. 
Seit Oktober 2022 moderiert sie den „hr3 Nachmittag“.
2020 wurde Carmen Schmalfeldt in die Jury für die BLM-Hörfunk- und Lokalfernsehpreise (Bayrische Landesmedienpreise) berufen.

## Privates
Carmen Schmalfeldt ist seit Dezember 2006 verheiratet und Mutter eines Sohnes. Sie lebt mit ihrer Familie in Bad Godesberg bei Bonn.

## Nominierungen/Preise
- 2015: Beste Moderation (NRW Hörfunkpreis – nominiert)
- 2016: Beste Moderation (NRW Hörfunkpreis – nominiert)
- 2017: Beste Morningshow (NRW Hörfunkpreis – gewonnen)
- 2018: Deutscher Radiopreis – Beste Moderatorin (nominiert)
- 2018: Beste Moderation (NRW Hörfunkpreis – nominiert)
- 2019: Deutscher Radiopreis – Beste Morningshow (nominiert)
- 2019: Deutscher Radiopreis – Beste Moderatorin (gewonnen)
- 2019: Beste Moderation (NRW Hörfunkpreis – gewonnen)
- 2021: Deutscher Radiopreis – Bestes Interview (gewonnen)
- 2021: Beste Moderation (NRW Audiopreis – gewonnen)[1]